# 米哈伊尔·弗拉基米尔斯基
米哈伊尔·费奥多罗维奇·弗拉基米尔斯基（俄语：Михаи́л Фёдорович Влади́мирский，1874年3月4日—1951年4月2日）是一名苏联政治家，曾短时间内担任过全俄罗斯中央执行委员会主席，1926年到1927年間担任苏联国家计划委员会副主席。

## 生平
1874年出生于下諾夫哥羅德省，父亲是正教会牧师和俄国杜马议员。19世纪90年代初开始接触马克思主义和革命运动。1895年进入莫斯科大学医学院学习，并成为工人运动的宣传者和组织者，1896年初参与莫斯科工人联盟的创建，后被捕入狱，1898年得以返回莫斯科，同年成为俄国社会民主工党莫斯科委员会成员。1899年春学生骚乱期间再次被捕。被释放后出国留学，继续完成医学学业，并为《火星报》工作。1903年至1905年初，他在下诺夫哥罗德组织革命工作，同年秋天移居莫斯科，成为莫斯科区域党委会（布尔什维克）成员。1906年再次被捕，又移居法国，在巴黎布尔什维克支部工作。1917年7月返俄，在莫斯科组织革命工作。十月革命后当选全俄罗斯中央执行委员会主席团成员。1919年3月16日至3月30日短暂代理苏俄全俄罗斯苏维埃代表大会执行委员会主席。